# .17 Ackley Bee

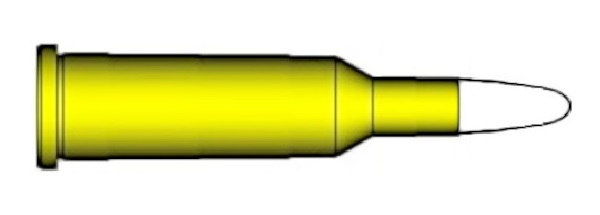
O cartucho .17 Ackley Bee

O .17 Ackley Bee é um cartucho de fogo central para rifle em forma de "garrafa" no calibre .17 originalmente oferecido como um "cartucho wildcat" que leva o nome de seu designer, P.O. Ackley. 

## Características
O .17 Ackley Bee foi criado no final da década de 1940 e aperfeiçoado durante o início da década de 1950 a partir do .218 Bee com "pescoço" reduzido para o calibre .17 com um "ombro" mais acentuado e menos afilamento do corpo. Por ser um estojo com aro, era popular com rifles de um único tiro, como o Martini Cadet e o Low Wall Winchester.
O .17 Ackley Bee tem potência intermediária e baixo recuo e é adequado para a caça de animais daninhos, especialmente onde é necessário um mínimo de dano à pele para que seja aproveitada, sendo preciso a distâncias entre 200 jardas (183 metros) e 225 jardas (206 metros).

## Dimensões

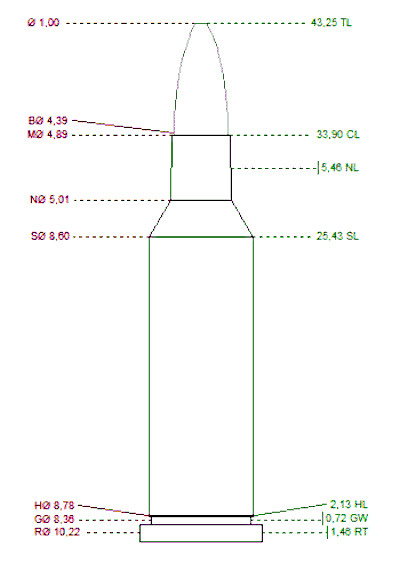